# Nahschwund
Als Nahschwund bezeichnet man das Phänomen, das auftritt, wenn sich bei elektromagnetischen Wellen mit Frequenzen unter 3 MHz die Raumwelle und die Bodenwelle überlagern.
Da bei diesen Frequenzen tagsüber die Raumwelle stark gedämpft ist, tritt Nahschwund nur in den Nachtstunden auf. Er äußert sich in starken Schwankungen der Signalintensität. Oft treten auch Verzerrungen auf, die durch selektive Auslöschung des Signals entstehen.
Die nahschwundbedingten Verzerrungen treten bei der Demodulation mittels Demodulatoren für
Einseitenbandmodulation kaum in Erscheinung.
Nahschwund tritt erst in einer gewissen Entfernung vom Sendestandort auf. Je nach Bauart der Sendeantenne, elektrischer Leitfähigkeit des Bodens und der Sendefrequenz tritt Nahschwund in einer Entfernung von 40 bis 400 km vom Standort der Sendeanlage auf.
Bei Entfernungen über 400 Kilometern tritt kein Nahschwund mehr auf, da in diesem Bereich das Signal den Empfänger nur noch über die Raumwelle erreicht. Allerdings tritt auch hier Schwund auf, meist aber ohne selektive Auslöschung des Signals.